# Zalog, Kranj
Zalog je naselje v Mestni občini Kranj.